# Marko Todorović
Marko Todorović (cirílico:Марко Тодоровић) (Titogrado, 12 de maio de 1993) é um basquetebolista profissional montenegrino que atualmente joga pelo BC Khimki. O atleta que possui 2,08m de altura, pesa 110 kg atua como Ala-pivô e tem carreira profissional desde 2000.

## Ligações Externas
- Marko Todorović no X